# 松源镇
松源镇是中华人民共和国广东省梅州市梅县区下辖的一个镇，位于梅县区东北部，毗邻闽粤两省十乡镇，总面积149.5平方公里，辖22个行政村和1个居民委员会，常住居民人口约为4.2万人，其中农业人口3.8万人，是梅县区的农业大镇之一。2003年全镇工农业总产值为3.26亿元。

## 行政区划
- 居民委员会：松源居民委员会
- 村落：黄坑村、径口村、彩山村、园岭村、新南村、园潭村、青塘村、东王村、金星村、五星村、桥市村、湾溪村、杨阁村、荷玉村、横坊村、化联村、桥背村、白玉村、案背村、豪秀村、湖维村、宝坑村